# تشارلز ريبنغتون
تشارلز ريبنغتون (بالإنجليزية: Charles à Court Repington )‏ ولد في (29 يناير 1858 - 25 مايو 1925) حصل على وسام القديس مايكل والقديس جورج، كان ضابطًا في الجيش البريطاني ولاحقًا عمل كمراسل عسكري.